# Contrasts 2 Opera Jazz
A Contrasts 2 Opera Jazz Aziza Mustafa Zadeh azeri (azerbajdzsáni) énekesnő, zongorista, zeneszerző kilencedik lemeze. 2007-ben jelent meg.

## Számok
1. Introduction - 1:44 (Aziza Mustafa Zadeh)
2. Mozart's Jazz Ballade - 3.28 (Mozart - Aziza Mustafa Zadeh)
3. Guarding Dreams - 2:26 (Aziza Mustafa Zadeh)
4. The Queen of the Night - 2:56 (Mozart - Aziza Mustafa Zadeh)
A varázsfuvola - Die Zauberflöte - Die Hölle Rache kocht in meinem Herzen (Königin der Nacht) Pokoli lánggal ég a bosszú a szívemben
5. Gothic Jazz - 4:24 (Händel - Aziza Mustafa Zadeh)
Serse - Xerxes - Ombra mai fu'
6. Red in Black - 3:30 (Aziza Mustafa Zadeh)
7. If You Love Me - 3:53 (Pergolesi - Aziza Mustafa Zadeh)
Se tu m'ami - Udvarlásod elfogadom, de ne gondold, hogy csakis a tied!
8. Bachmania - 2:38 (Aziza Mustafa Zadeh)
9. Do Not Tell Me - 3:33 (Mozart - Aziza Mustafa Zadeh)
Don Giovanni - Non mi dir (Donna Anna) - Ne mondd nekem
10. One Day, Perhaps -' 1:56 (Mozart - Aziza Mustafa Zadeh)
11. Lonely Dolphin - 8:37 (Aziza Mustafa Zadeh)
12. Barabashka - 2:06 (Aziza Mustafa Zadeh)
13. Peace, Peace, My God - 7:35 (Verdi - Aziza Mustafa Zadeh)
A végzet hatalma - La Forza del Destino - Pace, pace, mio Dio (Leonora) - Békét, békét, Istenem
14. Two Brothers - 4:54 (Aziza Mustafa Zadeh)

## Előadó
- Aziza Mustafa Zadeh - Zongora, ének